# .is
.is е интернет домейн от първо ниво за Исландия.
.IS е напълно свободен за плащане онлайн, цените са фиксирани в евро за чужденци. Администрира се от ISNIC и е представен през 1987 г.
До май 2009 има 25 086 регистрирани под домейна .is.